# Sonido óptico

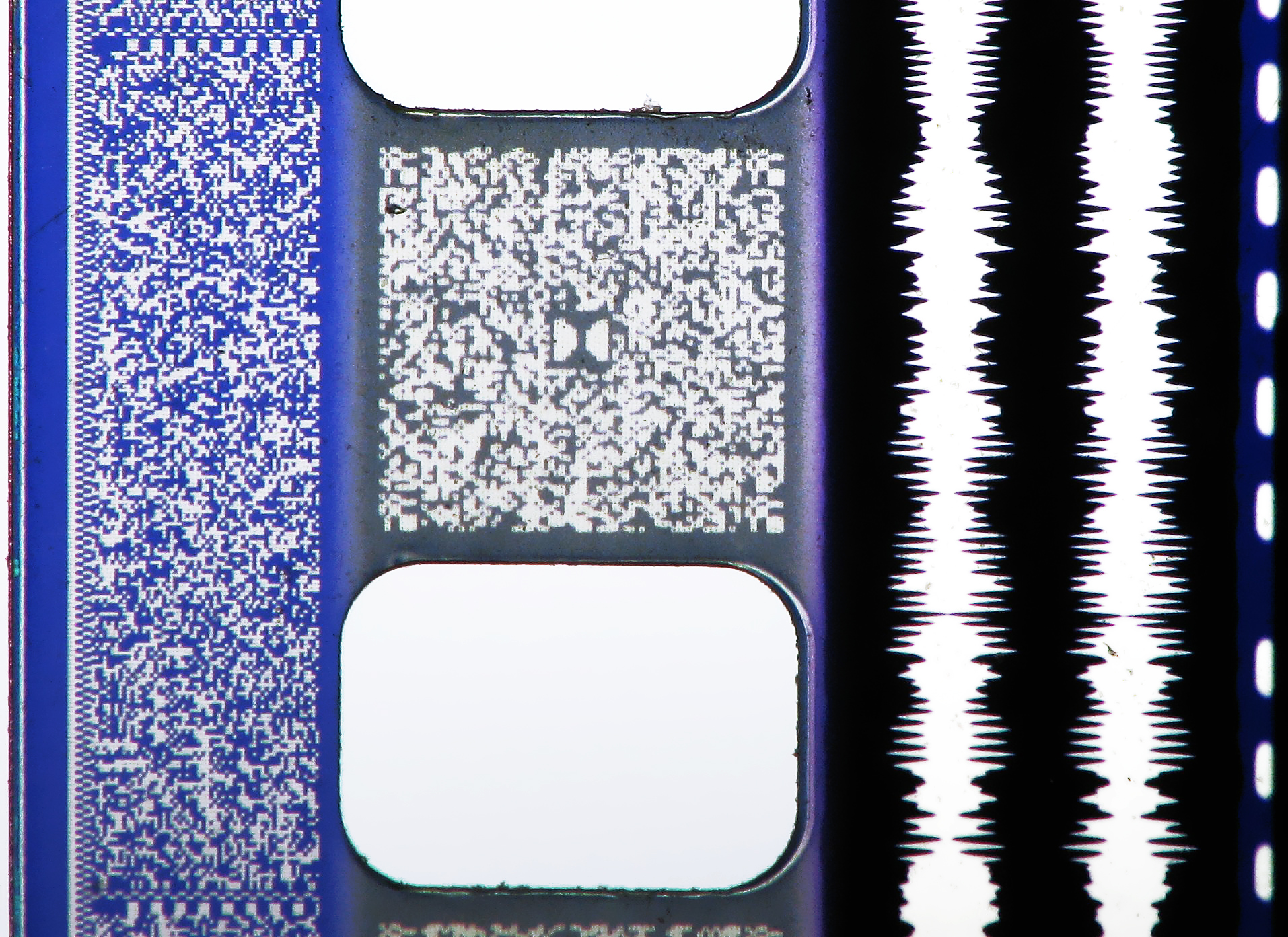
Macro de pistas de audio de películas de 35 mm, de izquierda a derecha: Sony SDDS, Dolby Digital, óptico analógico y, por último, código de tiempo DTS.

Sonido óptico se refiere a un proceso de grabación de sonido cinematográfico en el que este se graba directamente sobre la película fotográfica usualmente en el mismo carrete en el que está la imagen, en uno de sus márgenes o entre las perforaciones. Hoy en día el sonido óptico puede ser tanto analógico como digital, y también suele estar acompañado de una pista grabada magnéticamente. 
Desarrollado originalmente para fines militares, la tecnología vio por primera vez su uso generalizado en la década de los 20 como un formato de sonido de películas para imágenes en movimiento. Finalmente el sonido óptico remplazó todas las otras tecnologías de las imágenes en movimiento, hasta llegar al sonido digital que se convirtió en la norma de las cabinas de proyección del cine. El sonido óptico también fue usado para la grabación multipista y para crear efectos sintetizadores de musicales. 

## 1914-1921: uso naval y militar
Basándose en el principio, se demostró por primera vez con el Photophone de Alexander Graham Bell en 1880 que el sonido óptico fue desarrollado por varios inventores con un interés en la comunicación inalámbrica a través de la transmisión de la luz. La idea era que los pulsos del sonido podrían ser convertidos en impulsos de luz. Se hizo a través del soporte de las vigas de una nave y recogido por otra, donde los pulsos de luz se pueden volver a convertirse en sonido de nuevo.
Uno de los pioneros de esta tecnología era el estadounidense Theodore Case (físico). Mientras estudiaba en la Universidad de Yale se interesaron en el uso de la modulada luz como medio de transmisión y grabación de voz. En 1914, se abrió un laboratorio de investigación para experimentar con las propiedades fotoeléctricas de los diversos materiales, lo que llevó a cabo al desarrollo de la Thallofide (abreviación de talio oxisulfuro). Este tubo Thallofide fue utilizado originalmente por la Marina de los Estados Unidos en una misión alta secreta de infrarrojos, sistema de señalización desarrollado en el laboratorio con su ayudante Earl Sponable. El sistema de Earl Sponable se puso a prueba , en primer lugar, en las costas de Nueva Jersey en 1917, dónde asistió Thomas Edison que fue contratado por la Armada para evaluar las nuevas tecnologías. La prueba fue un éxito, y la Armada de los Estados Unidos utilizó el sistema durante y después de la Primera Guerra Mundial.
Contemporáneo con el trabajo del laboratorio y Sponable, fue Charles A. Hoxie's Pallophotophone ( del griego, que significa "sacudiendo luz y sonido"), fabricados por General Electric (GE). Al igual que el sistema de infrarrojos usado por la Armada. El Pallophotophone también estaba destinado a las comunicaciones inalámbricas en el mar, pero luego fue adaptada para la grabación de voz. Con el respaldo de GE, el invento de Hoxie se utilizó en 1922-1923 para grabar al Vicepresidente Calvin Coolidge y otros para las emisiones de radio.
El trabajo de Sponable, de Hoxie y el del laboratorio jugó un papel decisivo en el desarrollo del sonido en las películas en los diferentes sistemas de imágenes de movimiento durante la década de los 20.

## Cine y radio
La mayoría de las invenciones que llevaron a las tecnologías del sonido óptico empleaban el uso de una lámpara eléctrica que brillaba a través de una translúcida forma de onda impresa en el borde de una tira de película, leída por un material fotosensible que se alimenta a través de un procesador que convierte el impulso fotovoltaico en una señal eléctrica que luego se amplifica y se convierte en ondas de sonido analógico a través de un altavoz.
En la década de los 20, surgieron tres marcas de tecnología de sonido óptico en las películas:
Photofilm, Photophone y Movietone. Un cuarto competidor importante para el mercado del cine sonoro era Warner Bros. con el Vithaphone.

### 1919-1926: Phonofilm
Después de la guerra, Theodore Case y Earl I. Sponable colaboraron con su compañero pionero de comunicaciones inalámbriacas Lee de Forest, inventor del tubo de Audion. De Forest se le concibieron unos patentes generales para el proceso del sonido en las películas del 1919, aunque fue el laboratorio de investigación el que permitió que los sistemas de Forest fueran viables. El laboratorio, primero de todo, convierte un viejo proyector del cine mudo en un dispositivo de grabación en 1922. Usaba la luz del proyector para exponer una banda sonora sobre una placa. 
El proceso Phonofilm graba el sonido como líneas paralelas de tonos variables de gris. Fotográficamente la transcripción de las formas de la onda eléctrica se hacían desde un micrófono, que se convierten en ondas sonoras de nuevo cuando se proyecta la película.
The Forest también trabajó con Freeman Harrison Owens , quién desarrolló su propia cámara de sonido patentado en 1921,y pasó un tiempo en Berlín trabajando con la corporación del Tri-Ergon y la investigación de los sistemas de película de sonido europeos. Allí conoció al inventor findlandés Eric Tigerstedt que mejoró el sistema de amplificación del Phonofilm  y consiguió que fuera audible en un gran teatro.
El Phonofilm se usa principalmente para registrar representaciones teatrales, discursos y actos musicales alrededor y en la ciudad de Nueva York, pero los estudios de cine de Hollywood expresaron poco interés en la invención. Debido a que los estudios de Hollywood controlan todas las principales cadenas de cine,  Forest mostró sus películas en salas de teatro independiente en una serie de formato corto, similar al vodevil, que incluían Max y Dave Fleischer's en el Car Song-Tunes. Los hermanos Fleischer, utilizaban el proceso Phonofilm para sus cortos de animación, que incluían el ya clásico truco  "Seguir la bola".
En agosto del 1926, Warner Brothers introdujo su Vitaphone de sonido sobre un disco de sistema, desarrollado por Western Electric como la película "Don Juan" de John Barrymore.
Un mes más tarde la compañía Phonofilm quebró, entonces Sponable y Case pasaron a poner en práctica sus innovaciones ópticas del sonido en la película como el sistema de sonido Movitone, y los derechos ingleses de Phonofilm fueron comprados por el propietario de la cadena de teatro Isadore Schlesinger, que utiliza la tecnología para crear cortometrajes y ejecutarlos nen el British music hall en 1929.

### 1921-1927: Pallophotophone y Photophone
Mientras Lee de Forest estaba luchando para comercializar el Phonofilm, el Pallophotophone de Charles A. Hoxie tuvo éxito como un dispositivo de grabación óptica a través del apoyo de General Electric. El Pallophotophone utiliza 35mm de ancho de la película monocromo para grabar y reproducir múltiples pistas de audio. A diferencia del Photofilm, esta tecnología de sonido óptica utiliza un proceso fotoeléctrico que captura las formas de onda de audio generados por un espejo galvanómetro  vibratorio. Este fue el primer sistema de grabación multipista efectivo. 
Desde la década de los años 20 hasta los principios de los 30, General Electric emitió más de 1000 grabaciones de su Pallophotophone, donde incluyó discursos de los presidentes Calvin Coolidge y Herbert Hoover, e inventores - empresarios Thomas Edison y Henry Ford.

### 1926-1939: Movietone
Hoxie encontró su camino en teatros nacionales a través de RCA, y Theodore Case y Earl Sponable encontraron hogar en la Fox Film Corporation. Estos dos hicieron varias modificaciones al Phonofilm que habían ayudado a crear gracias al sistema de sonido Movietone. Uno de ellos estaba moviendo la posición del lector de sonido del proyector desde encima de la cabeza de imagen, a 14 1\2 pulgadas por debajo de la imagen principal. Case también adoptó los 24 cuadrados por segundo de la velocidad del Movietone.
En 1926 Fox contrató a Sponible y compró las patentes de Case y la masa producida de la caja para su uso en todas las noticias Movietone de cámaras desde 1928-1931, siendo el primero FW Murnau con "la salida del sol" (1927). La primera película producida profesionalmente con una pista de sonido óptica, incluye efectos sobre todo de música y sonido con muy pocas palabras sincronizadas.
Después de 1939, la producción de largometrajes de Fox se trasladó a un sistema de dos máquinas que Western Electric desarrollo a partir de a RCA Photophone, con el advenimiento de una válvula de luz inventada por Edward C. Wente. En este nuevo sistema, una cámara disparó a los marcos, y una segunda lente sirvió como grabadora óptica que hizo de enclavamiento mecánico con la imagen. Fox continua haciendo Noticiarios Movietone con cámaras de un solo sistema debido a su fácil transporte.

### Sonido óptico en la película hasta la actualidad
Durante medio siglo los sistemas de sonido de cine tenían licencia para cualquiera de RCA o Western Electric, y productores de películas elegidas para dar licencia a uno o el otro, o incluso ambos. Esto continuó hasta 1976, momento en el cual la grabación de sonido óptico se había convertido en el sistema estéreo variable del área de Western Electric.
A medida que el sonido digital se convirtió en el estándar de reproducción de sonido en el siglo XXI, 35 y 70 mm películas han incluido cada vez más una versión digital de la banda sonora en los bordes de la tira de la película. La mayoría de las películas continúan para ser procesados con las dos bandas de sonido analógicas y digitales para que puedan ser leídos por los sistemas de proyección en cualquier sala de cine.